# Ян Райнох
Ян Райнох (чеськ. Jan Rajnoch, * 30 вересня 1981, Фридлант) — чеський футболіст, центральний захисник турецького клубу «Сівасспор» та національної збірної Чехії.

## Клубна кар'єра
Вихованець футбольної школи клубу «Спарта» (Прага). 2001 року почав залучатися до складу основної команди того ж клубу, втім, жодної офіційної гри за неї не провів.
Намомість перший досвід ігор на дорослому рівні отримав у складі команди клубу «Млада Болеслав», кольори якої захищав на умовах оренди. 2002 повернувся до «Спарти», звідки, провівши декілька матчів за другу команду, спочатку перейшов на орендних умовах до нижчолігового клубу «Ксаверов», а згодом, на умовах повноцінного контракту, — до «Богеміанс 1905». Відіграв за цю празьку команду наступні два сезони своєї ігрової кар'єри. Незважаючи на свою ігрову позицію у центрі захисту, у складі «Богеміанс 1905» досить багато забивав, маючи середню результативність на рівні 0,36 голу за гру першості.
Протягом 2004—2009 років захищав кольори клубів «Словацко», «Млада Болеслав» та німецького «Енергі».
2010 року приєднався до складу турецького клубу «Анкарагюджю». У складі команди з Анкари відразу ж став основним гравцем захисної ланки та одним з улюбленців місцевих вболівальників. Втім, на початку сезону 2011-12 чеський гравець залишив команду, розірвавши контракт через затримку з заробітною платнею.
На початку 2012 року повернувся до Туреччини, уклавши контракт з клубом «Сівасспор».

## Виступи за збірну
2008 року дебютував в офіційних матчах у складі національної збірної Чехії. Наразі провів у формі головної команди країни 15 матчів.